# Irlandia na Letnich Igrzyskach Paraolimpijskich 2008
Irlandia na Letnich Igrzyskach Paraolimpijskich w Pekinie reprezentowało 45 zawodników w 9 dyscyplinach. Reprezentacja Irlandii zdobyła 3 złote medale, 1 srebrny i 1 brązowy.

## Medale

### Złoto
- Michael McKillop - lekkoatletyka, 800 m - 37
- Jason Smyth - lekkoatletyka, 100 m - T13
- Jason Smyth - lekkoatletyka, 200 m - T13

### Srebro
- Darragh McDonald - pływanie, 400 m stylem wolnym - S6

### Brąz
- Gabriel Shelly - boccia, mieszane indywidualnie - BC1